# Amsacta marginata
Amsacta marginata là một loài bướm đêm thuộc phân họ Arctiinae, họ Erebidae.